# Bismarckturm (Porta Westfalica)

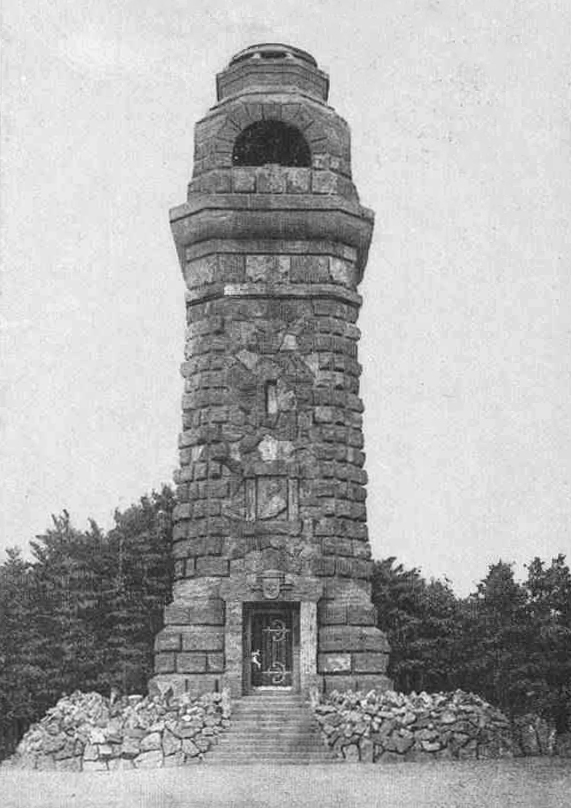
Bismarckturm auf dem Jakobsberg

Der Bismarckturm Porta Westfalica war ein 1902 erbauter Bismarckturm auf dem Jakobsberg nahe der heutigen Stadt Porta Westfalica in Nordrhein-Westfalen. Er stand in Ostwestfalen auf dem westlichsten Berg im Wesergebirge am Weserdurchbruch Porta Westfalica, durch den die Weser in das Norddeutsche Tiefland führt. 1952 wurde der Turm zugunsten des von der Deutschen Bundespost an gleicher Stelle errichteten (alten) Fernmeldeturms Jakobsberg abgerissen.

## Geschichte
An der höchsten Stelle des Jakobsbergs (235,2 m) wurde 1902 zum Gedenken an Altreichskanzler Otto von Bismarck (1815–1898) der Bismarckturm Porta Westfalica von Bismarckverehrern gebaut. Zur Finanzierung wurden mehrere Zeitungsannoncen veröffentlicht, um das nötige Kapital aus der Bevölkerung zusammenzubekommen. 6.020 Mark wurden zunächst gesammelt, weitere Spenden kamen hinzu. Der Turm wurde an dem Standort eines hölzernen Aussichtsturms auf dem Jakobsberg nach einem Entwurf des Architekten Heinrich Hutze aus Portasandstein errichtet. Am 18. Oktober 1902 wurde der Turm eingeweiht. Die Gesamtkosten betrugen 28.000 Mark. Bis 1939 wurden regelmäßig zu Bismarcks Geburtstag am 1. April und zur Sonnenwende die Feuerschale entzündet. 1952 wurde der Bismarckturm zugunsten eines von der Deutschen Bundespost an gleicher Stelle errichteten Fernmeldeturms abgetragen. Dieser (alte) Fernmeldeturm-Turm wurde 1979 nach Fertigstellung des neuen Fernmeldeturms abgerissen. Die Sandsteinblöcke des Bismarckturms wurden zum Wiederaufbau des im Zweiten Weltkrieg zerstörten Rathauses von Minden benutzt. Auf Wunsch des Bismarckbundes, als Eigentümer des Geländes wurden eine Aussichtsgalerie auf dem neuen Fernsehturm und ein Bismarck-Gedenkraum am Fernsehturm eingerichtet.

## Baumaße
Der Bismarckturm hatte eine Höhe von 22,5 Metern. In 16 Meter Höhe hatte der Turm eine quadratische Aussichtsplattform von 7,2 mal 7,2 Metern, die über eine Innentreppe zu erreichen war. Das Baumaterial Portasandstein wurde in einem nahegelegenen Steinbruch gefördert. Über dem Eingang befand sich ein Bismarckwappen, darüber wurde das aus Bronze gefertigte und von dem Künstler Heinrich Wefing gestaltete Bismarckrelief angebracht.